# Yuju
Yuju (유주?, 裕株?, YujuLR, Yu-chuMR), pseudonimo di Choi Yu-na (최유나?, 崔裕娜?, Choe Yu-naLR, Ch'oe YunaMR; Goyang, 4 ottobre 1998), è una cantante sudcoreana.
Dal 2015 è un membro del gruppo musicale sudcoreano GFriend, sotto contratto con l'etichetta Source Music.

## Carriera
Nel 2011, partecipò alla prima stagione del programma K-pop Star 1, dove è stata eliminata al primo turno.
Nel gennaio 2015, Yuju fece il suo debutto come membro nel gruppo musicale GFriend, con la canzone Glass Bead.  Alcuni mesi dopo, il gruppo pubblicò il loro secondo singolo, Me Gustas Tu. 
Il gruppo è stato elogiato per la loro professionalità, in particolare Yuju, che soffrì con un dito contorto durante una performance.
La loro canzone successiva, Rough, vinse 15 volte nei programmi di show musicali.
Yuju ha cantato Spring Is Gone by Chance per il dramma televisivo sudcoreano Naemsaereul boneun sonyeo con Loco. La canzone vinse il premio "OST Chart First Place" per dieci settimane di seguito su Music Bank e "Best OST" ai Melon Music Award del 2015, poi fu pubblicata una versione acustica della canzone.
Yuju registrò Billy & The Brave Guys, per la colonna sonora del film Chicken Hero, pubblicata il 18 febbraio 2016.
Nel marzo 2016, collaborò con Sunyoul di UP10TION, per la canzone Cherish, e nell’ottobre 2017 invece, collaborò con Jihoo per la canzone Heart Signal.

## Discografia
Per le opere con le GFriend, si veda Discografia delle GFriend.

### EP
- 2022  – Rec

### Singoli
- 2015 – Spring Is Gone by Chance (con Loco)
- 2015 – I Love You
- 2015 – Without a Heart (con The Mane)
- 2016 – Cherish (con Sunyoul)
- 2017 – Heart Signal (con Jihoo)
- 2017 – First Love (con Jung Key)
- 2018 – Love Rain (Yuju feat. Suran)
- 2018 – Just This Song

## Riconoscimenti
- Melon Music Award
  - 2015 – Best OTS per Spring Is Gone by Chance[10]